# Giovanni Boccaccio

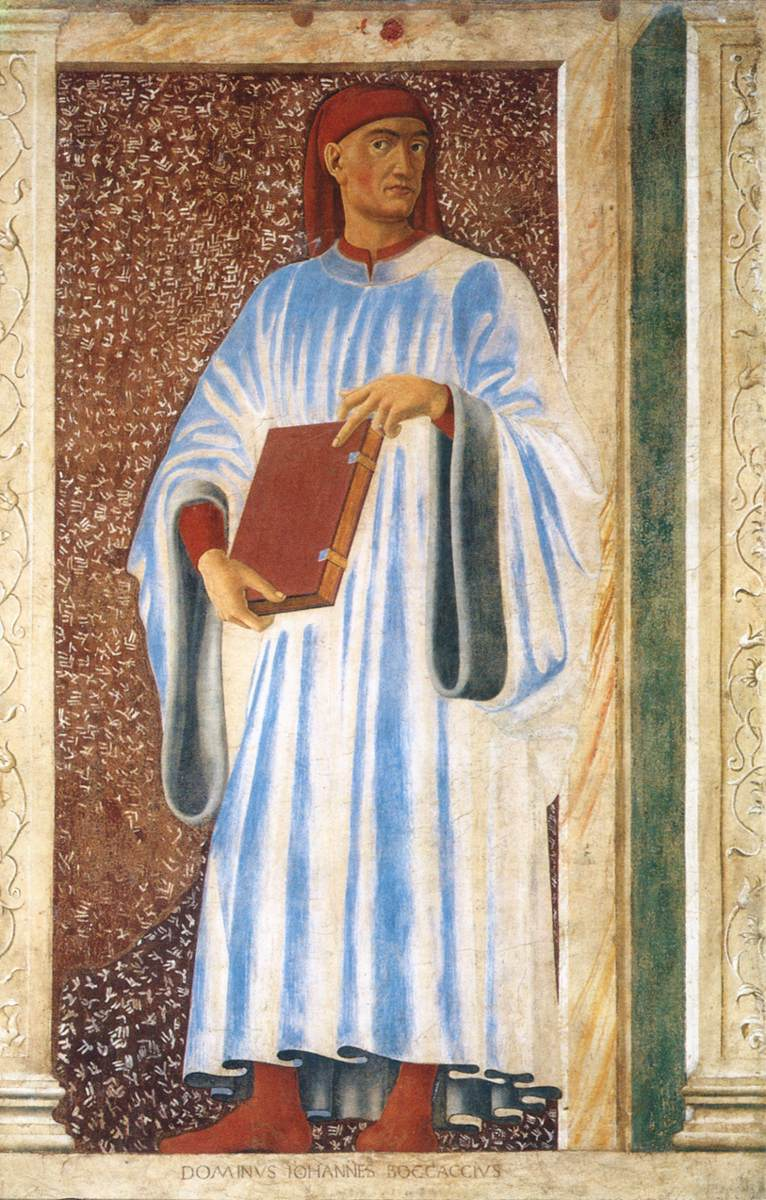
Giovanni Boccaccio door Andrea del Castagno, fresco overgebracht op hout, circa 1450, Uffizi of Cenacolo di Sant'Apollonia, Florence.

Giovanni Boccaccio (Certaldo of Florence, 1313 – Certaldo, 21 december 1375) was een Florentijnse dichter, schrijver en humanist. Boccaccio balanceerde tussen twee werelden. In zijn vroege werken leunt hij nog volop aan bij de middeleeuwen, de ridderidealen en de hoofse literatuur die populair waren bij de adel. In zijn latere periode, onder meer onder invloed van zijn goede vriend Petrarca, hoort zijn werk bij de Italiaanse renaissance. 
Hij is vooral bekend door zijn Decamerone, een raamvertelling met honderd verhalen, een werk dat bepalend was voor de Italiaanse prozaliteratuur en dat vandaag tot de belangrijkste werken uit de wereldliteratuur wordt gerekend.

## Biografie
Giovanni Boccàccio werd waarschijnlijk geboren in Certaldo bij Florence of in Florence zelf in 1313 als het natuurlijk kind van Boccaccio di Chelino, een welgesteld zakenman uit Certaldo, die zich in 1312 in Florence gevestigd had, en van een onbekende moeder. Zijn vader huwde Margherita de Margoli, met wie hij in 1320 een andere zoon had, Iacopo, en hij huwde een tweede keer met Bice de’ Bostichi. Giovanni werd door zijn vader erkend en in huis opgenomen en dus waarschijnlijk opgevoed door zijn stiefmoeder. Op vroege leeftijd werd hij al voorbereid op een loopbaan als zakenman, en leerde de beginselen van de Latijnse grammatica. rekenen en misschien boekhouden. Zijn literaire interesse, die zich al vroeg manifesteerde, werd door zijn vader niet gewaardeerd.

### Napels ca. 1327-1340
Voor 1328 werd hij door zijn vader in de leer geplaatst bij het bankiershuis van de Bardi’s in Napels, zakenrelaties van zijn vader,  maar het zaken doen lag hem niet. Daarop ging hij in opdracht van zijn vader gedurende zes jaar canoniek recht studeren.  Doordat hij meer tijd aan schrijven dan aan studeren besteedde, wist hij die studie niet te voltooien. Zijn vader had nauwe banden met het hof van het huis Anjou-Sicilië in Napels, en werd in 1328 kamerheer van koning Robert van Napels. Via de relaties van zijn vader kwam ook Giovanni in contact met het hof en aan het Napolitaanse Studium leerde hij Cino da Pistoia kennen en via hem maakte hij kennis met de werken van Dante. Boccaccio zou later zelf over deze tijd zeggen dat hij zes jaar verloor als leerjongen in het zaken doen en dan nog zes jaar als student canoniek recht. Maar in diezelfde tijd maakte hij kennis met de intellectuele kringen van Napels en het rijke en verfijnde leven binnen de hogere klasse en aan het hof. Het was mede dankzij zijn studies dat hij contacten legde met juristen en schrijvers zoals Giovanni Barrili. en Barbato da Sulmona, Via zijn gesprekken met de Augustijner monnik Dionigi di Borgo San Sepolcro, kwam hij in contact met de vrienden en correspondenten van Petrarca, die levenslang zijn grote voorbeeld zou blijven. Om zijn kennis van de klassieken  en van de Franse literatuur uit te breiden, maakte hij ook dankbaar gebruik van de uitgebreide hofbibliotheek onder leiding van Paolo de Perugia. Zijn eerste werken, de Caccia di Diana (1334-1336), de Filocolo (1336-1338)  en de Filostrato (ca. 1338) schreef hij toen, en het is ook in deze periode dat het personage Fiammetta opduikt in zijn werk.

### Florence vanaf 1340
In 1338 werden de relaties tussen de Bardi’s en Giovanni’s vader beëindigd en keerde Boccaccio di Chelino terug naar Florence. In 1340 wordt ook Giovanni door zijn vader naar Florence teruggeroepen. Blijkbaar gaat het in die tijd de familie niet voor de wind, waarschijnlijk in verband met het nakende faillissement van de bank van de Bardi’s. Zoals uit zijn brieven blijkt, is Giovanni allesbehalve gelukkig met zijn terugkeer naar Florence, maar hij integreert toch vrij snel in de culturele kringen van de stad en raakt bevriend met schrijvers zoals Antonio Pucci en Giovanni Villani. 
Over zijn activiteiten in de jaren tussen 1340 en 1346 is zeer weinig bekend. Wel kennen we een aantal werken uit die periode: L’Ameto (1341-1342), L'amorosa visione (ca. 1342) opgedragen aan Fiammetta, L'elegia de madonna Fiammetta (1343-1344) en de Ninfale fiesolano (1344-1346). In 1346 verbleef hij aan het hof van Ostasio I da Polenta heer van Ravenna en in 1347-1348 is hij in Forlì aan het hof van Francesco II Ordelaffi waar hij de dichters Nereo Morandi en Francesco Miletto de Rossi,  il Checco genoemd, leerde kennen met wie hij daarna bleef corresponderen. In 1348 was hij misschien nog even in Napels maar daarna vestigde hij zich definitief in Florence, waar hij tussen 1349 en 1353 de Decamerone zou schrijven.
Tijdens de pestepidemie in 1348 stierven Boccaccio’s vader en stiefmoeder aan de verschrikkelijke plaag. Hij verliest ook vrienden zoals Matteo Frescobaldi, Giovanni Villani en  Franceschino degli Albizzi aan de pest. Als oudste erfgenaam moest Giovanni nu zorg dragen voor wat er van het vermogen van zijn vader overbleef en werd hij verantwoordelijk voor zijn jongere halfbroer Iacopo.
Stilaan was zijn faam gevestigd en kreeg hij opdrachten van de stad als ambassadeur. Zo bezocht hij in 1350 een aantal hoven in Romagna, en in 1351 was hij in Bologna en in Tirol. Datzelfde jaar werd hij benoemd tot camerlengho (kamerheer) van de stad en als ambassadeur bij Lodewijk de Beier. Ook in 1350 reisde hij naar Ravenna om aan zuster Beatrice in het klooster van Santo Stefano dell’Uliva, de dochter van Dante, een som van tien gouden florijnen te brengen als symbolische vergoeding voor de schade die de familie Alighieri geleden had. In 1354 werd hij op ambassade gestuurd naar paus Innocentius VI aan het pauselijk hof in Avignon en in 1355 maakt hij deel uit van het ufficio della condotta van zijn stad. 
In 1360 waren een aantal van zijn vrienden betrokken bij een samenzwering die jammerlijk mislukte. Domenico Bandini en Niccolò Bartolo del Buono werden ter dood veroordeeld en Pino de’ Rossi, Luca Ugolini en Andrea dell’Ischia werden verbannen. Boccaccio werd uit alle ambten ontzet en was politiek gezien zo goed als dood. Pas in 1365 werd hij opnieuw naar Avignon gestuurd en in 1367 naar Rome als ambassadeur bij paus Urbanus V.
Maar een van de keerpunten in zijn leven was ongetwijfeld zijn ontmoeting met Petrarca die, op doorreis naar Rome, in 1350 te gast was bij Boccaccio in Florence.  In 1351 reisde hij in opdracht van de stad naar Padua met een verzoek aan Petrarca om een professoraat in Florence op te nemen. Deze ontmoetingen leidden tot een hechte vriendschap tussen Boccaccio en Petrarca, die weerspiegeld wordt in hun onafgebroken briefwisseling tot aan de dood van Petrarca in 1374. Petrarca had een grote invloed op Boccaccio en maakte van hem de renaissance-mens en de humanist die we in zijn latere werken kunnen ontdekken.

### Certaldo vanaf 1363

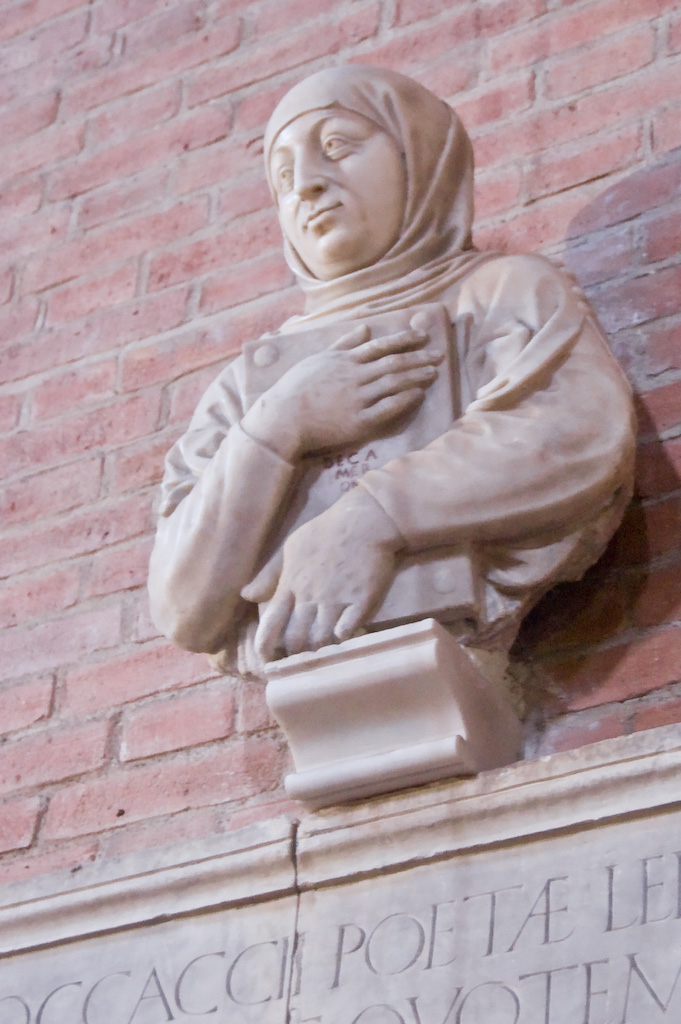
Buste van Boccaccio bij de kerk van SS. Jacopo e Filippo in Certaldo.

In 1362 werd Boccaccio door zijn vriend Niccolò Acciaiuoli uitgenodigd naar Napels maar de koele ontvangst bevalt hem niet en hij reist door naar Venetië waar hij Petrarca gaat bezoeken. Van daar gaat hij in 1363 terug naar het ouderlijk huis in Certaldo om daar zijn laatste jaren door te brengen. Ook in 1370 brengt hij nog een bezoek aan Napels, hoewel hij deze keer wel warm wordt ontvangen door zijn vrienden Ugo di San Severino, Niccolò Orsini en Mainardo Cavalcanti en hij goed ontvangen wordt aan het hof door Johanna van Napels , besluit hij om terug te keren naar Certaldo. In oktober 1373 wordt hem nog een taak aangeboden door de stad. Hij moet dagelijks lezingen geven van de Divina Commedia van Dante in de kerk van San Stefano in Badia. Hij schrijft hiervoor een commentaar op de Inferno tot bij Canto XVII. Verzwakt door ziekte en bekritiseerd omdat hij de goddelijke poëzie van Dante verspilde aan het plebs stopte hij hiermee na enkele maanden in het begin van 1374. Hij stierf in Certaldo op 21 december 1375 en werd er begraven in de kerk van SS. Jacopo e Filippo.

## Werken

### Werken in het Toscaans
De Napolitaanse fase

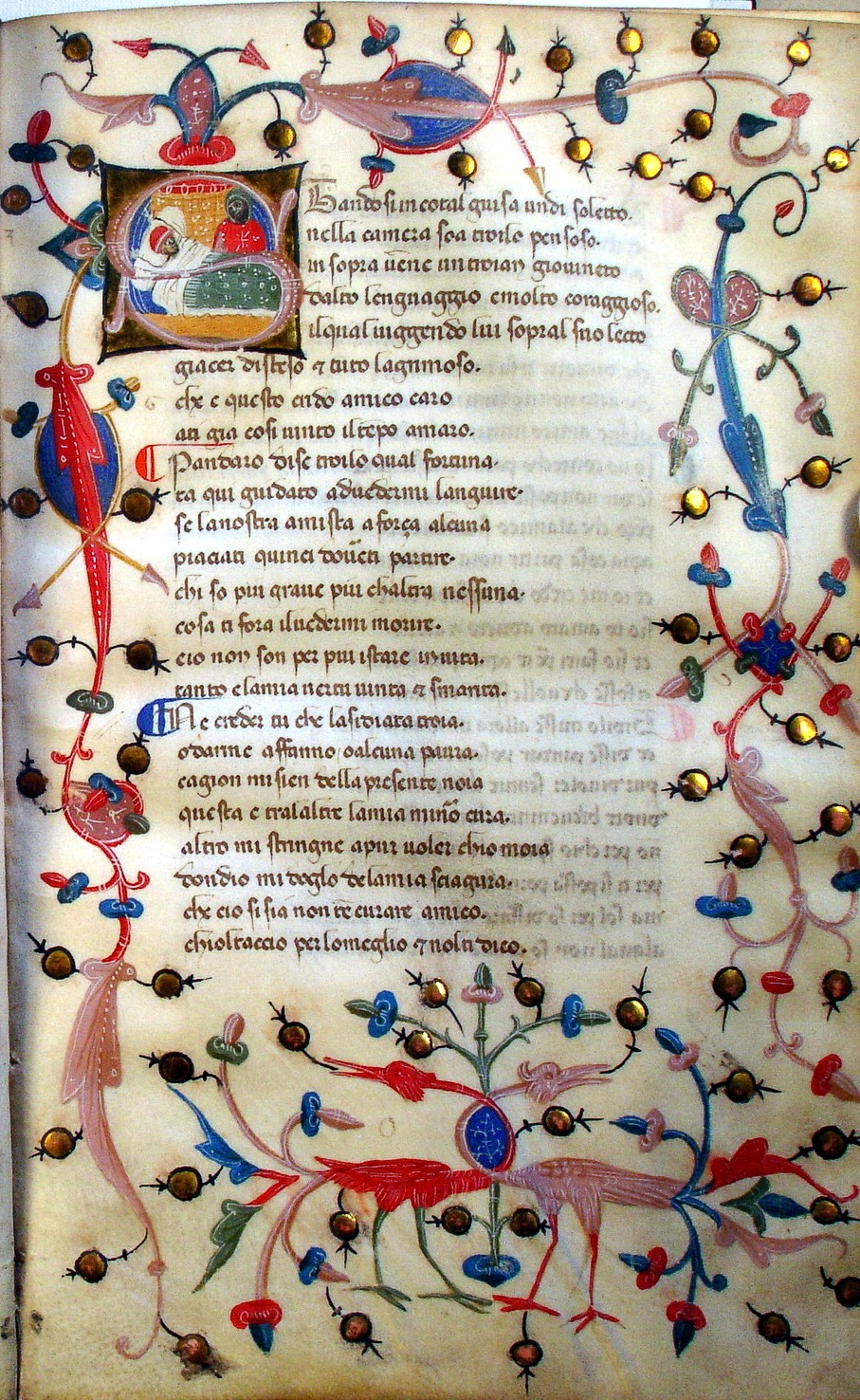
Boccaccio, Il Filostrato. Handschrift, 14e eeuw (Codex Christianei, Hamburg)

- La caccia di Diana 1334. Een gedicht in 18 zangen geschreven in de terza rima dichtvorm, die een kroniek is van de gebeurtenissen aan het hof onder fictieve en allegorische namen.
- Il Filocolo 1336–1339. Een roman in proza geïnspireerd door Fiammetta, die het verhaal vertelt van de liefde tussen Florio en Biancofiore, gebaseerd op de Oudfranse roman in verzen Floire et Blanceflor (ca. 1160)[15]
- Il Filostrato 1338. Een gedicht van negen zangen in ottava rima. Het is het eerste gedicht in deze versmaat die tot de literaire kunst gerekend wordt. Het verhaal gaat over de liefdesgeschiedenis van Troïlus en Cressida. Omdat in het verhaal Troïlus gekweld wordt door jaloezie, werd het verhaal gesitueerd in de tijd dat Fiammetta ontrouw was aan Boccaccio.
- Teseida ca.1340. Een epos in twaalf boeken geschreven in stanza’s in ottava rima. Het epos gaat over Theseus maar het eigenlijke thema is de rivaliteit tussen Arcita en Palemone die beiden verliefd zijn op Emilia de schoonzus van Theseus. De Teseida was de bron voor "The Knight's Tale" in de Canterbury tales van Geoffrey Chaucer

De periode 1340–1350
- Ninfale d'Ameto 1341–1342. Een herdersroman in proza en versvorm (terza rima)
- L'amorosa visione 1342–1344. Een epos in terzines, een idealisering van de liefde in een allegorische vorm. Het werk imiteert de Divina Commedia van Dante en is opgedragen aan Fiammetta.
- Elegia di Madonna Fiammetta 1343–1344. Dit werk in proza wordt dikwijls de eerste psychologische roman genoemd. Het werk beschrijft de liefde van Fiammetta voor Panfilo die een einde neemt als Panfilo Napels verlaat en terugkeert naar Florence. Het verhaal wordt door Fiammetta zelf verteld in de ik-persoon. Het verhaal eindigt positief met Fiammetta die terug hoop krijgt als ze verneemt dat Panfilo zal weerkeren.
- Ninfale fiesolano 1344–1346. Een verhalend gedicht in ottava rima dat de tragische idylle tussen de herder Africo en de nimf Mensola beschrijft en dat eindigt met de stichting van Fiesole door hun zoon.
- Il Decamerone[a] 1348–1353, Honderd novellen in een raamvertelling. De verhalen worden gebracht door tien jongelui die Florence ontvlucht zijn tijdens de pestepidemie van 1348.

De werken na 1350
- Il Corbaccio 1354, Satire in proza met als ondertoon de Misogynie. Het verhaal gaat over een man die hopeloos verliefd is op een weduwe en tijdens een droom het bezoek krijgt van de overleden echtgenoot die hem waarschuwt voor alle gebreken van zijn vrouw.
- Trattatello in laude di Dante 1351–1373. Een biografie van Dante Alighieri, die naast het werk van Leonardo Bruni nog steeds een belangrijke informatiebron over Dante is.
- Esposizione sopra la Commedia di Dante 1373–1374.  Nota’s over zijn openbare lezingen en verklaring van de Divina Commedia

### Werken in het Latijn

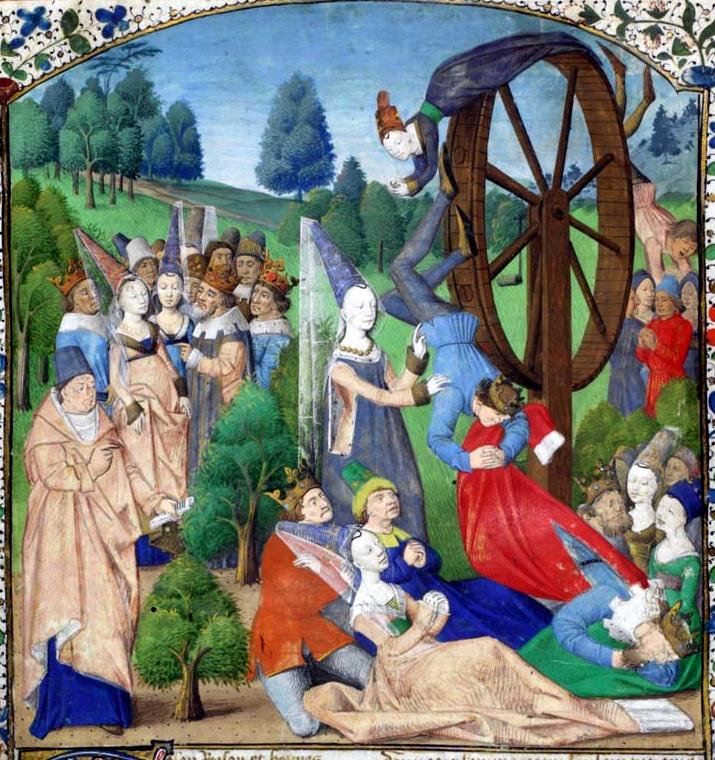
Het wiel van dame Fortuna, miniatuur uit "De casibus virorum illustrium" van Boccaccio, Parijs 1467, Glasgow University Library, MSS Hunter 371-372 (V.1.8-9). Vol. 1: folium 1r

- De Canaria ca. 1341.[16] De vertaling van een reisverslag van Nicoloso da Recco over een expeditie die in 1341 de Kanarische Eilanden bereikte.
- De vita et moribus Domini Francisci Petracchi ca. 1341. Een lofrede op Petrarca in een sterk geïdealiseerde biografie van de dichter, geschreven voor dat Boccaccio Petrarca persoonlijk ontmoette.
- Bucolicum carmen 1349–1367. Een werk met zestien eclogen of herdersdichten.
- Genealogia deorum gentilium ...[b] 1350–1367. Een verzameling van mythologische verhalen in 15 boeken die kunnen gezien worden als de eerste encyclopedie over de mythologie en die getuigen van de eruditie van Boccaccio.
- De montibus, silvis, fontibus, lacubus, fluminibus, stagnis, seu paludibus et de nominibus maris liber 1355–1375. Een beschrijving van alle geografische namen die in de klassieke literatuur voorkwamen.
- De casibus virorum illustrium 1356–1373. Een beschrijving in negen boeken van de neergang van een aantal beroemde mannen, beginnend bij Adam en gaande tot de tijdgenoten van Boccaccio. Het lag aan de basis van wat men de De Casibus-traditie noemt.[17] Ondanks de titel van het werk worden ook de lotgevallen van een aantal beroemde vrouwen besproken.[18]
- De mulieribus claris[c] 1361–1362. Is een verzameling van biografieën van beroemde vrouwen, zowel historische personen als mythologische personages en enkele dames uit zijn eigen tijd.

## Stijl

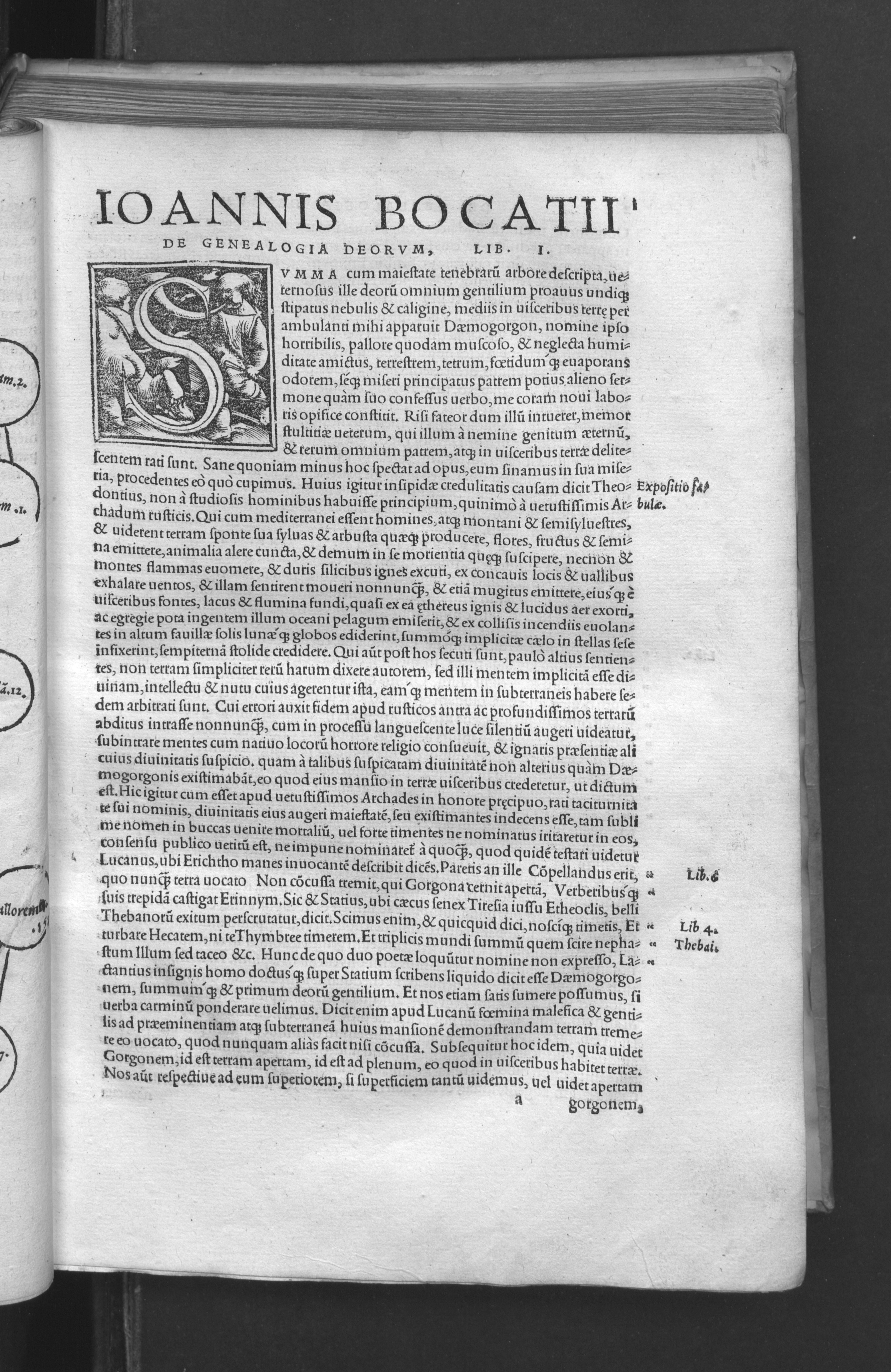
Genealogia deorum gentilium, 1532

Boccaccio was grotendeels een autodidact die zichzelf gevormd had met het lezen van werken die voor hem beschikbaar waren. In de bibliotheek van Robert van Napels was de Franse literatuur zeer goed vertegenwoordigd naast de klassieke werken. Giovanni kende dus waarschijnlijk de werken van Chrétien de Troyes maar ook de talloze ridderromans en werken zoals de Roman de la Rose naast de klassieke Romeinse schrijvers. 
Zijn eerste werk, de Caccia di Diana draagt dan ook de sporen van zijn diverse interessegebieden: de christelijke allegorie, de klassieke mythologie en zijn bewondering voor Dante, de grote poëet van het  volgare, dat alles gemengd met zijn fascinatie voor het elegante hofleven. Maar in dit prille werk wordt duidelijk dat de geboren verteller Boccaccio, een meester is in het mengen van de diverse stijlen waaruit hij put om die om te vormen tot een eigen vorm die nog aanleunt bij de Dolce stil novo van Dante, maar de weg wijst naar de humanistische literatuur in de volkstaal.
In de Decamerone laat Boccaccio de lotgevallen van de mens door twee krachten bepalen: de natuur en het noodlot. De natuur staat voor de menselijke eigenschappen en de eigen menselijke wil, terwijl het noodlot in de vorm van dame Fortuna model staat voor de godheid die alles bepaalt. God in het middelpunt van alle gebeuren is duidelijk de middeleeuwse opvatting, de mens die centraal staat is de humanistische opvatting. In de honderd novellen die Boccaccio vertelt is het nu de ene dan de andere kracht die de bovenhand neemt, men kan dus geredelijk aannemen dat Boccaccio op de grens van twee tijdperken schreef. Ook de hoofse motieven die zeer sterk aanwezig zijn, zelfs bepalend zijn in sommige vertellingen wijzen naar de middeleeuwen. Bij de onderzoekers van het werk van Boccaccio treft men deze twee strekkingen aan, sommigen zien in hem de humanist terwijl anderen hem duidelijk in de middeleeuwen plaatsen.
In  de jaren 1354-1355 zien we een duidelijk keerpunt in de productie van Giovanni. De werken die hij nu schrijft zijn niet langer het resultaat van dichterlijke fantasie of van zijn fenomenale vertelkunst, maar het resultaat van hard labeur. De humanist in Giovanni Boccaccio neemt de bovenhand. De nieuwe werken worden geschreven in het Latijn en niet langer in het Toscaans, Boccaccio verlaat de weg van Dante om die van Petrarca te volgen, maar waarschijnlijk zijn ook zijn levensomstandigheden niet vreemd aan deze keuze voor de strenge humanistische literatuur. Zijn jeugd had hij besteed aan het bezingen van de liefde en de vrouw, maar nu hij de middelbare leeftijd nadert wil hij zijn talent besteden aan ernstige zaken. Ook de kring van intellectuelen en schrijvers die zich rond hem had gevormd duwde hem waarschijnlijk in die richting.

## Trivia
- Franz von Suppè componeerde een populaire operette over Boccaccio. Het verhaal komt echter nauwelijks overeen met de werkelijkheid. Een 'zeer vrije interpretatie'.

- Bibsys: 90060061
- Biblioteca Nacional de Chile: 000035150
- Biblioteca Nacional de España: XX895770
- Bibliothèque nationale de France: cb11892479d (data)
- Catàleg d'autoritats de noms i títols de Catalunya: 981058523273106706
- CiNii: DA00705797
- Digitale Bibliotheek voor de Nederlandse Letteren: bocc001
- Gemeinsame Normdatei: 11851217X
- International Standard Name Identifier: 0000 0001 2101 8590
- Library of Congress Control Number: n78087605
- Nationale Bibliotheek van Letland: 000012987
- MusicBrainz: 2c9491c4-b842-4ff6-bb86-97fdf2d435f0
- Bibliotheek van het Japanse parlement: 00433647
- Nationale Bibliotheek van Tsjechië: jn19990000867
- Nationale bibliotheek van Australië: 35019743
- Nationale Bibliotheek van Israël: 987007258979805171
- Nationale Bibliotheek van Polen: a0000001195211
- Nationale en Universitaire bibliotheek Zagreb: 000010256
- Nederlandse Thesaurus van Auteursnamen: 068391315
- RKD-Nederlands Instituut voor Kunstgeschiedenis: 9438
- Russische Staatsbibliotheek: 000084879
- Istituto Centrale per il Catalogo Unico: CFIV008443
- LIBRIS: 208053
- SNAC: w63r0qsb
- Système universitaire de documentation: 026734141
- Trove: 794047
- Union List of Artist Names: 500314560
- Virtual International Authority File: 64002165
- WorldCat: E39PBJwxM47mHvMXmykxd8bDbd